# Amerila albivitrea
Amerila albivitrea är en fjärilsart som beskrevs av George Francis Hampson 1901. Amerila albivitrea ingår i släktet Amerila och familjen björnspinnare. Inga underarter finns listade i Catalogue of Life.